# سوپر لیگ فوتبال ترکیه ۱۹–۲۰۱۸
سوپر لیگ فوتبال ترکیه ۱۹–۲۰۱۸ ۶۱مین دوره سوپر لیگ فوتبال ترکیه است که در بالاترین سطح فوتبال ترکیه برگزار می‌شود. این فصل در ۱۰ اوت ۲۰۱۸ آغاز شد و در ماه مه ۲۰۱۹ به پایان خواهد رسید.

## جدول
| رتبه | تیم               | بازی | برد | مساوی | باخت | گل زده | گل خورده | گل تفاضل | امتیاز | صعود یا سقوط                         |
| ---- | ----------------- | ---- | --- | ----- | ---- | ------ | -------- | -------- | ------ | ------------------------------------ |
| ۱    | استانبول باشاک‌شهر | ۲۱   | ۱۳  | ۶     | ۲    | ۳۲     | ۱۱       | ۲۱+      | ۴۵     | حضور در مرحله گروهی لیگ قهرمانان     |
| ۲    | گالاتاسرای        | ۲۱   | ۱۱  | ۶     | ۴    | ۴۱     | ۲۳       | ۱۸+      | ۳۹     | حضور در دور دوم مقدماتی لیگ قهرمانان |
| ۳    | بشیکتاش           | ۲۱   | ۱۰  | ۶     | ۵    | ۴۰     | ۲۶       | ۱۴+      | ۳۶     | حضور در دور سوم مقدماتی لیگ اروپا    |
| ۴    | ینی ملطیه‌اسپور    | ۲۱   | ۹   | ۷     | ۵    | ۳۳     | ۲۳       | ۱۰+      | ۳۴     | حضور در دور دوم مقدماتی لیگ اروپا    |
| ۵    | ترابزون‌اسپور      | ۲۱   | ۹   | ۶     | ۶    | ۳۷     | ۳۰       | ۷+       | ۳۳     |                                      |
| ۶    | کونیااسپور        | ۲۱   | ۸   | ۹     | ۴    | ۲۸     | ۲۲       | ۶+       | ۳۳     |                                      |
| ۷    | قاسم پاشا اسپور   | ۲۰   | ۹   | ۲     | ۹    | ۳۸     | ۳۴       | ۴+       | ۲۹     |                                      |
| ۸    | آنتالیااسپور      | ۲۱   | ۸   | ۵     | ۸    | ۲۲     | ۳۰       | ۸−       | ۲۹     |                                      |
| ۹    | سیواس‌اسپور        | ۲۰   | ۷   | ۷     | ۶    | ۲۸     | ۲۷       | ۱+       | ۲۸     |                                      |
| ۱۰   | گوزتپه            | ۲۱   | ۸   | ۱     | ۱۲   | ۲۳     | ۲۷       | ۴−       | ۲۵     |                                      |
| ۱۱   | آلانیااسپور       | ۲۱   | ۷   | ۴     | ۱۰   | ۲۰     | ۲۶       | ۶−       | ۲۵     |                                      |
| ۱۲   | قیصریه‌اسپور       | ۲۱   | ۶   | ۷     | ۸    | ۱۸     | ۲۷       | ۹−       | ۲۵     |                                      |
| ۱۳   | بورسااسپور        | ۲۱   | ۴   | ۱۲    | ۵    | ۱۹     | ۲۱       | ۲−       | ۲۴     |                                      |
| ۱۴   | فنرباغچه          | ۲۱   | ۵   | ۸     | ۸    | ۲۲     | ۲۸       | ۶−       | ۲۳     |                                      |
| ۱۵   | چای‌کار ریزه‌اسپور  | ۲۱   | ۴   | ۱۰    | ۷    | ۲۵     | ۳۰       | ۵−       | ۲۲     |                                      |
| ۱۶   | آنکاراگوچو        | ۲۰   | ۶   | ۲     | ۱۲   | ۱۷     | ۳۵       | ۱۸−      | ۲۰     | سقوط به لیگ دسته اول فوتبال ترکیه    |
| ۱۷   | ارزروم‌اسپور       | ۲۱   | ۳   | ۹     | ۹    | ۱۹     | ۲۷       | ۸−       | ۱۸     | سقوط به لیگ دسته اول فوتبال ترکیه    |
| ۱۸   | بلدیه‌اسپور آق‌حصار | ۲۰   | ۴   | ۵     | ۱۱   | ۲۰     | ۳۵       | ۱۵−      | ۱۷     | سقوط به لیگ دسته اول فوتبال ترکیه    |